# Херники
Херники е името на италийско племе, населявало земите между езерото Фучино и река
Сако (Trerus) в областта Лациум, граничейки с волските на юг и еквите и
марсите на север.
Херниките дълго време успяват да запазят независимостта си, и през 486 пр.н.е. все още са достатъчно силни да сключат мирен договор при равни условия с латините. През 362 пр.н.е. се откъсват от съюза си с Рим  — до 306 пр.н.е., когато техният главен град Анания е превзет и превърнат в praefectura, докато Ферентинум, Алетриум и Верулий са възнаградени за предаността си, като им е разрешено да останат градове със собствено управление (municipia).
Херниките, също както и волските, липсват от списъка на италийските народи, които Полибий през 225 пр.н.е. описва като способни да въоръжат войници. Следователно по това време, техните земи не са се разграничавали от тези на латините, и вероятно херниките са получили пълни граждански права от Рим. Най-старите латински надписи в областта (от Ферентинум) са датирани отпреди Съюзническата война (91-88 пр.н.е.), и не предоставят информация за местните обичаи.
Няма доказателства, които да посочват, че херниките са говорили различен диалект от латините, но един или два превода показват, че езикът им има характерни лексикални особености. Името им, с характерното -co окончание на латински език, по-скоро ги поставя наред с други племена с подобни имена, като волските, вместо да ги причислява към племената, чието име е формирано със суфикса -no.